# Réserve naturelle nationale des Coussouls de Crau
La réserve naturelle nationale des Coussouls de Crau (RNN152) est une réserve naturelle nationale située en Provence-Alpes-Côte d'Azur. Classée en 2001, elle occupe une surface de 7 411 hectares dans la Crau, et plus précisément dans la vieille Crau, ou Crau d’Arles. Elle a été créée pour entretenir la richesse d'un écosystème unique en France, une végétation steppique sèche. Une grave pollution aux hydrocarbures y est survenue en 2009.

## Localisation

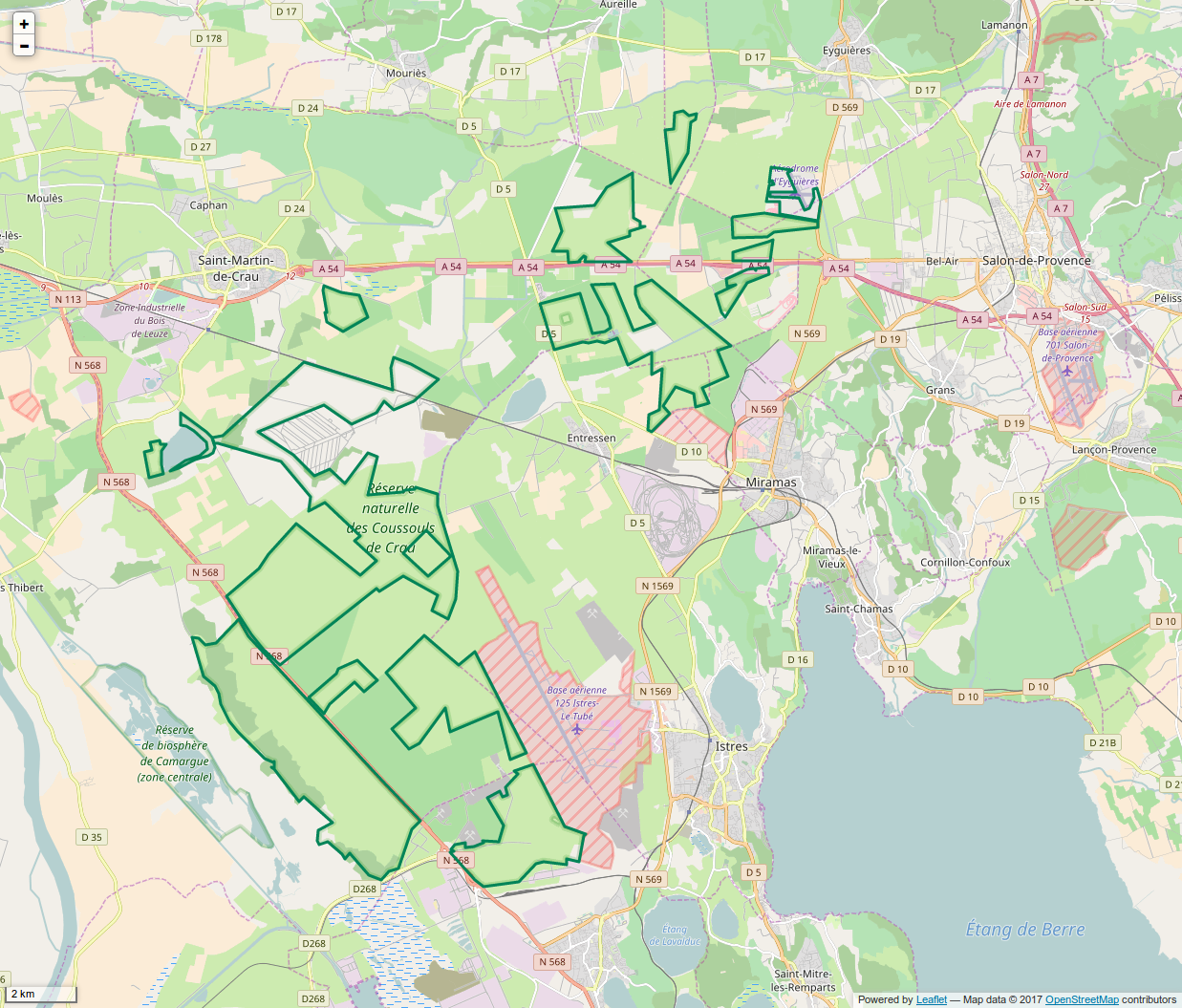
Périmètre de la réserve naturelle.

Au cœur de la Crau, le territoire de la réserve naturelle est dans le département des Bouches-du-Rhône, sur les communes d'Arles, Eyguières, Fos-sur-Mer, Istres, Miramas, Saint-Martin-de-Crau et Salon-de-Provence. Il est constitué de nombreuses parcelles plus ou moins proches.

## Histoire du site et de la réserve
Le site présente un grand intérêt du point de vue de l'écologie rétrospective et de l'histoire environnementale, car il a connu une longue situation de pâturage extensif, le seul qui soit permis par ses conditions hydriques, et il intègre des milieux extrêmes rares en France : des Steppes. Il était déjà utilisé par l'homme au Néolithique.

### La pollution par hydrocarbure de 2009
Le site a été victime d'une grave pollution le 7 août 2009 par suite de la rupture d'un pipe-line (le « Pipeline sud-européen » appartenant à la SPSE) qui traverse le site. Selon les chiffres de la Société du pipeline Sud-Européen (SPSE) 5 400 m3 de pétrole ont été répandus sur environ 4,5 hectares de la réserve naturelle.
Le vendredi 7 août 2009 à 7h30, un garde de la réserve naturelle a découvert une fuite formant un geyser de 3 à 4 m de hauteur, au cœur même de la réserve. Il a immédiatement alerté la SPSE, exploitant du pipeline, qui n'avait pas encore réagi.
Les dégâts ont été considérables pour la biodiversité, pour les sols (imbibés sur 10 à 20 cm de profondeur), mais aussi pour la nappe phréatique polluée. Le gestionnaire de la réserve naturelle et la Chambre d’Agriculture ont porté plainte pour atteinte au milieu naturel et au pastoralisme.
Dans un premier temps l'accident est géré comme un accident industriel classique, un périmètre de protection est établi pour la protection des biens et des personnes et une cellule de crise est mise en place qui réunie les services de l'état, les secours et l'industriel, les gestionnaires de la réserve ne sont pas consultés. En complément, un comité technique et environnemental est mis place par le préfet des Bouches-du-Rhône le 13 août. Le comité est composé de représentants du conseil général et de l'exploitant industriel auquel sont associés des experts de l'environnement, entre autres la DREAL PACA, la DDTM des Bouches-du-Rhône, le Conservatoire des espaces naturel et la chambre d'agriculture.
Après un mois le gestionnaire des espaces naturels s'inquiète, par la voie de son président Jean Boutin, du fait que l'ampleur des dégâts sur les sols et l'eau est encore inconnu. Le volume de terre contaminé à déplacer est plus important que prévu et l'excavation se poursuit alors.
Les dégâts selon le conseil scientifique ne pourront être réparés par les opérations d’ingénierie écologique. Le chantier de dépollution a lui-même causé de « nouvelles atteintes irréversibles (terrassements, dépôts de matériaux, émissions de poussières polluées, etc.), qui ont accru de manière significative la dégradation de cet écosystème exceptionnel ». Les impacts des hydrocarbures dont HAP (cancérigènes ou mutagènes pour certains) qui ont pu migrer vers le sous-sol et la nappe et donc sur le long terme sont mal évalués. Le conseil scientifique a demandé au préfet d'appliquer le principe de précaution et d'interdire toute pratique de pâturage, cueillette (dont champignons) et de chasse dans tout le périmètre susceptible d'avoir été touché par la pollution ou d'être touché par d'éventuelles nouvelles pollutions liées au chantier de dépollution, en attendant des résultats d’analyses confirmant ou infirmant la contamination de la faune, de la flore et de la fonge.

### Restauration écologique après la pollution aux hydrocarbures
72 000 tonnes de terre polluée sont évacuées du site, ce qui correspond à un décaissement du sol sur 40 cm à 1 m, jusqu'à la roche, c'est-à-dire ici le poudingue. Une usine de dépollution de l'eau est installée sur le site pour éliminer les hydrocarbures présents dans la nappe phréatique, elle est restée en place jusqu'en 2014.
Entre janvier et avril 2011, le trou qui a été creusé par les opérations de dépollution est remblayé en utilisant un sol de nature identique, prélevé à proximité et en respectant l'organisation en trois horizons caractéristiques de ce sol rouge méditerranéen. La période a été choisie pour éviter le dérangement sur les oiseaux et pour faciliter la reprise de la végétation. À partir de 2014 la clôture de protection du site est supprimée afin de permettre le retour des moutons. Le pâturage, tel qu'il a existé pendant des siècles, doit rétablir la distribution des communautés végétales originelles. Des fourmis moissonneuses (Messor barbarus) ont été réintroduites, également dans le but de rétablir la composition végétale de la steppe.

### Transformation d'un ancien verger en steppe méditerranéenne
Le verger de Cossure produisait des pêches jusqu'en 2005, date de la faillite de son propriétaire. Il a ensuite été abandonné et l'irrigation a été arrêtée, entrainant le dépérissement des pêchers. Ce verger de 375 hectares est situé en bordure de la réserve, à 1 km au sud du site de la fuite de pétrole de 2009. En 2009, le terrain est racheté par la caisse des dépôts et consignations et la chambre d'agriculture.
Le chantier de restauration écologique a démarré en février 2009. La première étape a été d'arracher les arbres, pêchers et peupliers qui servaient de haies, de supprimer les tuyaux d'irrigation et d'aplanir le terrain. Une couche de sol prélevé sur le site d'une carrière proche a été répandu sur 3 ha. Des graines ont été aspirées dans la steppe environnante puis semées sur le site. À partir de 2010 des moutons peuvent à nouveau pâturer dans la steppe recréée.

## Écologie (biodiversité, intérêt écopaysager…)
Pour des raisons historiques, le site abrite un patrimoine exceptionnel dont l'origine remonte au moins à la fin de la dernière glaciation, il y a 10 000 ans environ. Le dessèchement de l'ancien delta de la Durance qui a quitté la Crau pour se jeter dans le Rhône près d'Avignon a laissé un sol limoneux très fin recouvrant une couche d'anciens galets cimentés entre eux (dite poudingue) par une croûte de sels minéraux, sable et fer. Les sols autrefois calcaires ont peu à peu été lessivés par les pluies et sont devenus acides, rougeâtres et ferrallitiques, évoquant certains sols tropicaux décalcifiés et marqués par la ferrugination. Cette couche relativement étanche isole la flore et la faune vivant en surface de la nappe phréatique sous-jacente, qui bien que l'une des plus grandes de France est ici inaccessible. Cette situation entretenant un micro-climat et des habitats caractéristiques de la steppe aride. L'agriculture passée a entretenu ce milieu pauvre, avec des impacts supposés restés modestes et le site est devenu un refuge pour la faune endémique dont le Ganga cata, ou devenue rare comme l'Outarde canepetière, espèce très menacée dont l’essentiel de la population vit dans la Crau.
Le pâturage agricole a depuis le Néolithique remplacé l'entretien de la steppe par la faune herbivore préhistorique et il est maintenu par le plan de gestion de la réserve (60 000 moutons entretiennent la mosaïque écopaysagère caractéristique de cette zone pourtant d'une superficie modeste (10 hectares)).

### Flore
« Coussoul» est le nom donné par les bergers aux milieux arides méditerranéens steppiques que les phytosociologues nomment Asphodeletum fistulosi ; ce sont des pelouses rases à recouvrement discontinu abritant des associations végétales parmi les plus riches (en espèces). Les plantes annuelles y sont très présentes (50 % de plantes à graines). On y trouve majoritairement le Brachypode rameux. Le coussoul lui-même abrite peu de plantes rares (bien qu'elles soient probablement caractérisées par un patrimoine génétique spécifique et rare, cependant les quelques mares temporaires, prairies humides et marais de la réserve accueillent au moins une trentaine de plantes protégées dont la Gratiole officinale, la Linaire grecque, la Nivéole d’été, la Salicaire à trois bractées, l'Orchis à fleurs lâches, la Pulicaire commune, la Renoncule à feuilles d’ophioglosse et la Scolopendre sagittée rarissime.
Quelques zones boisées (chênaies) ont résisté aux moutons, là où les racines des arbres ont pu pénétrer le « poudingue » et atteindre la nappe, éventuellement à la faveur d'anciens puits creusés par l'Homme ou des animaux.

### Faune

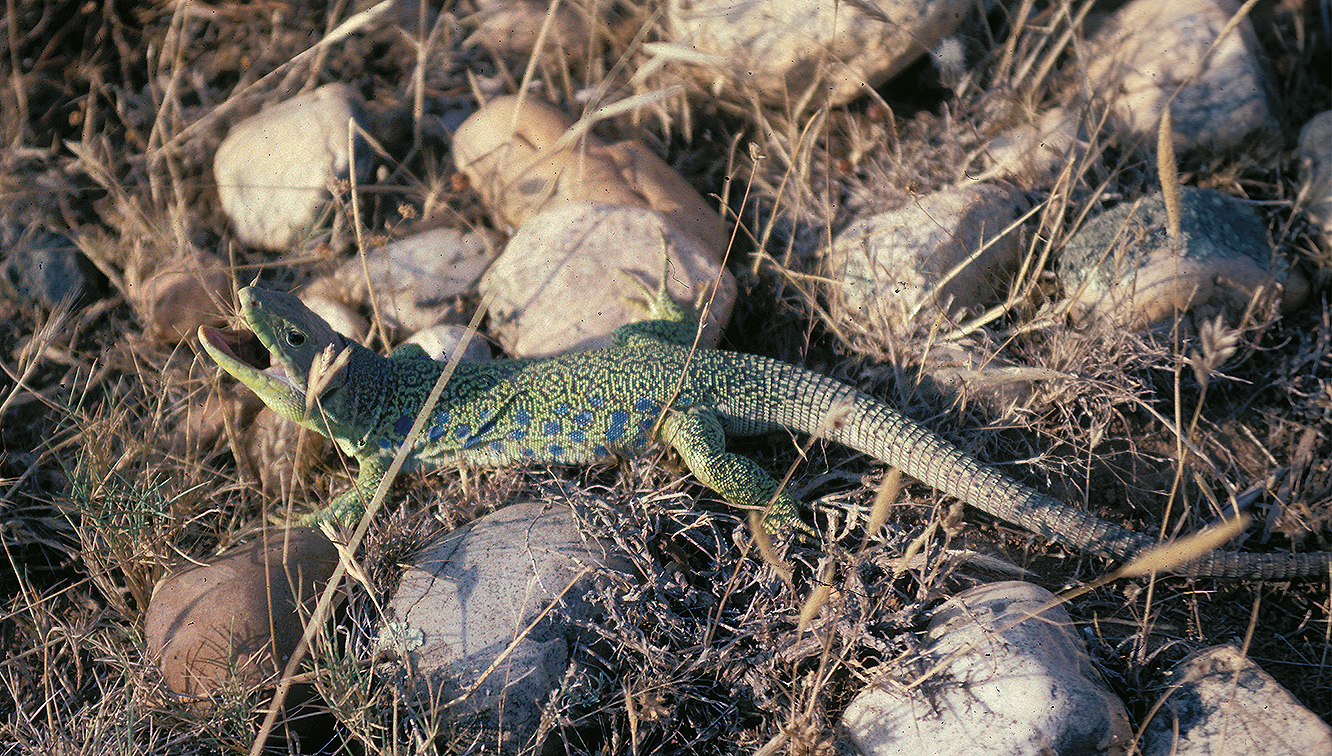
Lézard ocellé (Timon lepidus).

La faune est typique des milieux steppiques d'Europe de l'Ouest. L'avifaune compte 150 espèces dont le Ganga cata spécifique du site, le Faucon crécerellette insectivore, l’Alouette calandrelle et l'Outarde canepetière. L'Œdicnème criard, le Rollier d'Europe, le Pipit rousseline et la Chevêche d'Athéna comptent parmi les espèces nicheuses. En migration on rencontre le Pluvier guignard, le Faucon kobez et le Milan royal. Parmi les reptiles, on note la présence du Lézard ocellé dont la population est menacée.
Pour les invertébrés, signalons la présence de 2 insectes endémiques, le Criquet rhodanien ou criquet de Crau et le Bupreste de l’Onopordon. Les canaux abritent près de 50 espèces d'odonates.

### État, pressions ou menaces, réponses
L'épisode de pollution de 2009 a compromis une partie importante du site. Les gestionnaires ont à cette occasion alerté sur le besoin de mieux surveiller les pipelines et invitent les autorités à réfléchir à un aménagement à long terme respectant mieux les espaces naturels sensibles.
À plus long terme, les dérèglements climatiques attendus peuvent mettre en péril une partie des espèces et favoriser certaines espèces invasives.

## Intérêt touristique et pédagogique

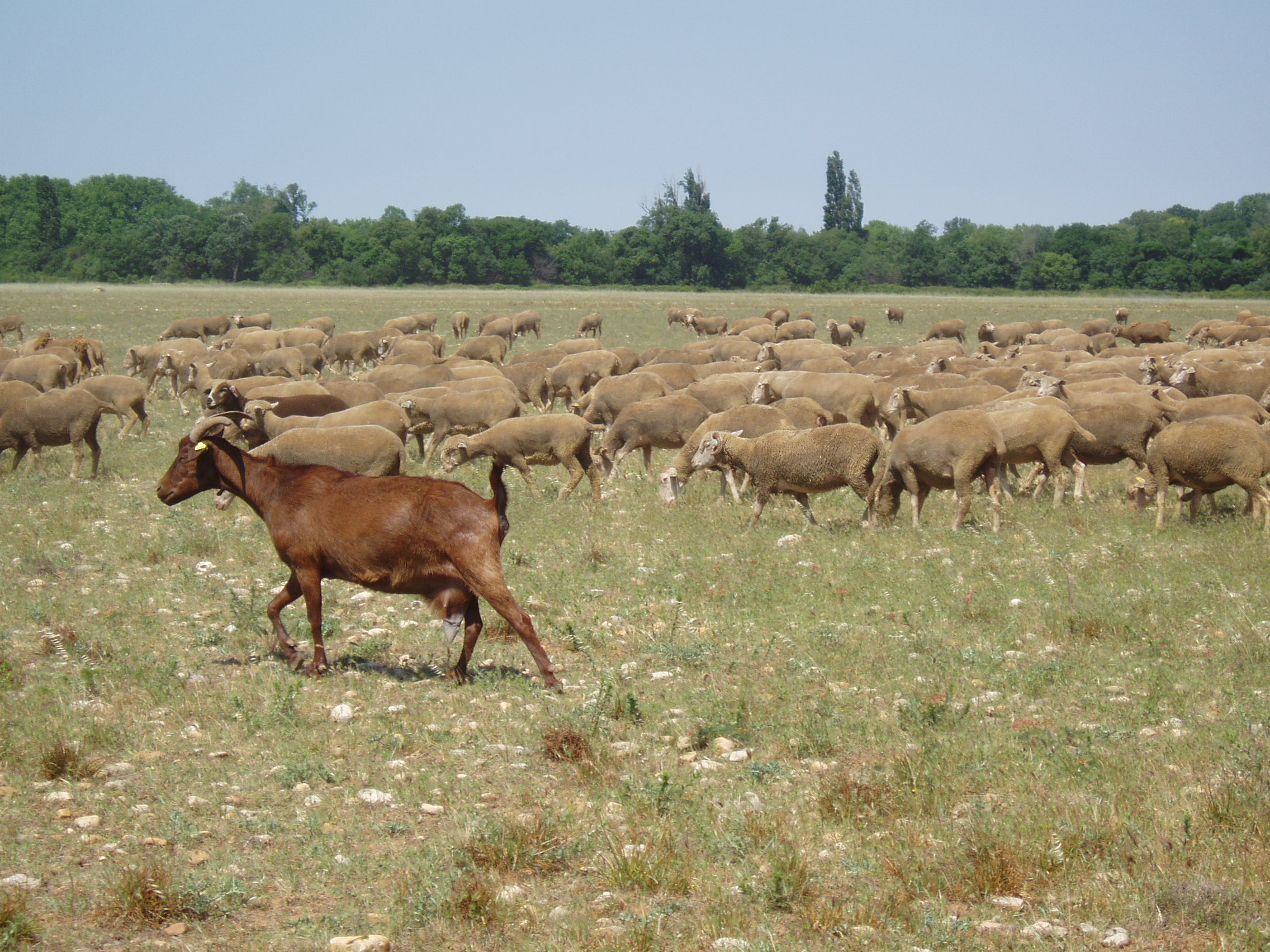
Troupeau dans la plaine de la Crau.

Le site est parcouru par des sentiers qui permettent de le découvrir. D'autres sites à vocation écologique et paysagère (Camargue) peuvent être visités à proximité.
Néanmoins une grande partie des terrains appartient à des propriétaires privés et l'intrusion ou la circulation y est interdite.

## Administration, plan de gestion, règlement
La réserve est gérée conjointement par le Conservatoire d'Espaces Naturels Provence-Alpes-Côte-d'Azur et la Chambre d'agriculture des Bouches-du-Rhône, du fait de l'importance du pâturage pour l'équilibre de cet agro-écosystème.
Un conseil scientifique de la Réserve naturelle nationale des Coussouls de Crau a été créé par arrêté préfectoral (du 18 mars 2008) pour assister le gestionnaire et le préfet dans la prise de décision concernant la restauration, protection et gestion des habitats et espèces de la réserve et pour l'évaluation environnementale de la gestion. Il abritait en 2009 dix experts titulaires et indépendants.

### Outils et statut juridique
La réserve naturelle a été créée par un décret du 8 octobre 2001.
La Caisse des dépôts et consignations, via une filiale, a acquis des terrains sur la réserve, dans le but de créer une "réserve d'actifs écologiques". Les entreprises sont invitées à acheter des parts en compensation de dégâts causés à l'environnement dans des chantiers où ils ne peuvent être ni "évités" ni "réduits".